# Placa bacteriana

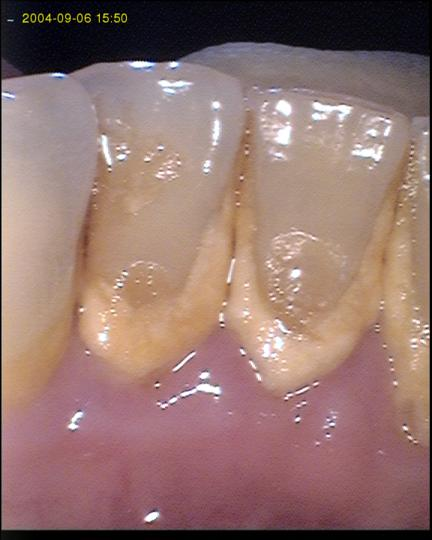
Biofilme aderido na superfície de dentes incisivos

Em odontologia, a placa bacteriana, ou biofilme, também referida como placa dental, é o acúmulo de bactérias da flora / microbiota bucal sobre a superfície dos dentes e que é o fator determinante para que ocorra a cárie e a doença periodontal.
Esse acúmulo é mais intenso nos locais onde a higiene bucal não está sendo feita de maneira adequada.
Dentre os vários tipos de microrganismos presentes na placa, destaca-se o Streptococcus mutans. Este grupo de bactérias é capaz de resistir a um ambiente ácido, comum na boca de quem consome açúcar com muita frequência, o que a favorece em uma competição com as demais bactérias que vivem na placa. O Streptococcus mutans metaboliza o açúcar consumido e produz ácidos que agem na estrutura mineral do dente, destruindo-a e formando cavidades chamadas cáries. A placa bacteriana é um meio biofilme ainda não mineralizado, mas com o decorrer do tempo, do metabolismo microbiano e alguns fatores ligados a gás carbônico, este biofilme se mineraliza aos poucos, tornando-se um cálculo dentário, também chamado de tártaro. Enquanto placa bacteriana, é possível removê-la com uma técnica de escovagem adequada e frequente, mas ao estar mineralizada, somente com instrumentos afiados para removê-la, com as técnicas da tartarectomia.

## Prevenção

### Controle mecânico
A remoção mecânica da placa pode ser realizada pelo próprio paciente (controle mecânico da placa através do autocuidado) ou pelo dentista (limpeza profissional dos dentes). Sem dúvida alguma, a remoção profissional de placa através de instrumentos rotatórios, escovas de dentes e fita/fio dental, exerce impacto positivo tanto na prevalência como incidência de cárie. Esse efeito pode ser observado quando se escova e usa fio/fita dental sob supervisão. Contudo, o impacto exercido pela remoção mecânica da placa, através do autocuidado na cárie dentária é ainda incerto.

### Controle químico
O controle químico auxilia no mecânico na remoção e prevenção da placa bacteriana. O flúor é um agente quimioterápico mais utilizado. Estudos comprovam que o uso de fluoretos são como auxiliares em ambos os controles. O flúor podendo ser encontrado nas pastas (profiláticas e dentifrício), verniz, soluções de fluoretos e bochechos. Quando utilizados seja diariamente ou aplicações tópicas realizadas pelo dentista conseguem reduzir significativamente o acumulo da placa bacteriana devendo ser avaliada a necessidade de uma intervenção pelo dentista de acordo com a necessidade de cada paciente.   
A clorexidina também auxilia no controle da placa bacteriana, devido as suas propriedades. Foi realizada uma analise sistemática onde avaliou a associação da clorexidena com flúor tendo como resultado que quando utilizados juntos um não anula as propriedades do outro e ambos são eficaz contra a placa bacteriana.

### Motivação do paciente
A motivação do paciente está diretamente relacionada com o controle da placa bacteriana. Clinicamente, motivar significa ter a colaboração do indivíduo, para que ele execute corretamente a higienização bucal. Com isso, é relevante o cirurgião dentista propor ao paciente métodos interessantes para incentivá-lo a manter a saúde bucal, tanto para atender as suas necessidades, quanto causar um impacto motivacional. 

Primeiramente é importante realizar o ensino da escovação dos dentes, e em seguida a mudança de hábitos inadequados. O profissional deve utilizar criatividade, meios, técnicas e materiais adequados com o objetivo de despertar o entusiasmo do paciente, pois caso contrário jamais conseguirá obter sucesso no tratamento. 

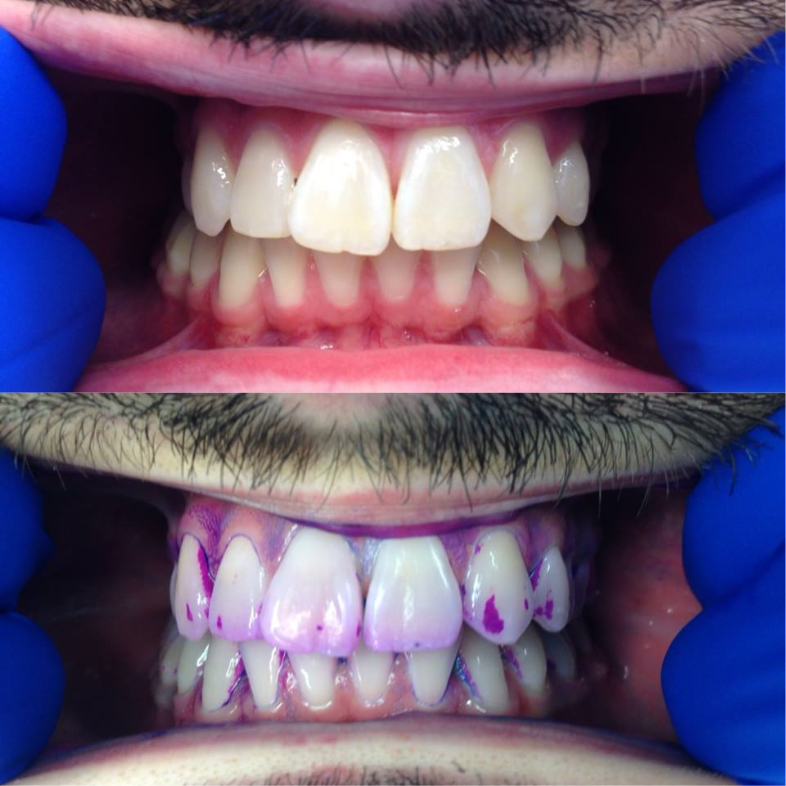
Plaque Disclosing Gel

Para as crianças, há estudos relatando que os processos educativos pode começar com brincadeiras. O uso de jogos educativos associados às técnicas convencionais de educação transforma a informação em divertimento, motivação e reforço de aprendizagem.  Segundo alguns autores, os recursos como cartilhas, álbuns seriados e slides, bem como escovação supervisionada, são métodos eficazes de motivação.  Além disso, outros métodos também são conhecidos na literatura como a orientação direta somado a recursos audiovisuais resulta em mudança de comportamento dos pacientes, é importante destacar que esse incentivo deve ser uma atitude constante.  Os quebra-cabeças, adesivos, fantoches e bonecos, voltados à prevenção, também são considerados relevantes para a mudança de hábitos em saúde. 
Portanto a utilização de brinquedos despertam a imaginação infantil, e transformam as informações importantes de higiene bucal em uma linguagem acessível para a criança, permitindo a sua participação e colaboração. 

## Relação placa bacteriana e cárie
A cárie dentária é uma doença de origem multifatorial resultante de uma interação complexa entre fatores genéticos, sociais, bioquímicos e microbianos.  É um processo dinâmico que envolve a estrutura dentária, o biofilme microbiano formado em sua superfície, influência salivar, genética e o consumo de carboidrato fermentável (principalmente a sacarose).  O biofilme dentário, ou placa bacteriana, é a microbiota oral aderida à superfície dentária. Isso ocorre devido à ligação entre os microrganismos presentes na cavidade bucal e a película salivar composta por proteínas e glicoproteínas que revestem o dente. O biofilme protege as bactérias aderidas, isolando-as da ação quelante da saliva, e a exposição frequente da placa bacteriana com a sacarose resulta na queda do pH, favorecendo o crescimento do metabolismo bacteriano em ambiente ácido e consequentemente, causando desmineralização do esmalte dentário, que é composto quase exclusivamente de mineral (como a hidroxiapatita). A lesão de cárie é resultante do desequilíbrio entre microbiota oral com estilo de vida e dieta. Possibilitando agir nos fatores causais, como também lançar mão dos fatores protetores, promovendo a remineralização e impedindo a progressão da lesão.

## Relação placa bacteriana e doença periodontal
A doença periodontal é uma patologia inflamatória crónica que consiste na destruição progressiva dos tecidos de suporte do dente quando na presença de placa bacteriana. Devido à sua elevada prevalência mundial, é considerada como um dos principais problemas de saúde pública. A boa higiene, associada a boas práticas alimentares e conscientização do paciente, proporciona a uma condição bucal apropriada para que não ocorra nenhuma doença periodontal.

O biofilme dental é classificando como um agente determinante para a cárie dentária e também para a doença periodontal . A gengivite pode ser entendida como a inflamação dos tecidos gengivais, sendo o estágio inicial das doenças na periodontais, e com sintomas muito específicos, como sangramento gengival, halitose, aumento de volume e gosto desagradável na boca. Caso não tratada, a gengivite pode evoluir para um periodontite, sendo diagnosticada por meio da medição da profundidade de bolsas periodontais; nessa condição ocorre presença de bolsas periodontais profundas, defeitos verticais, envolvimento de furca, mobilidade dental acentuada, perda de dentes, deficiência de rebordo e perda da função mastigatória.